# منصة اعتماد (السعودية)
اعتماد هي منصة إلكترونية تتبع لوزارة المالية وتمثل التحول الإلكتروني فيها. تسعى إلى تحويل أعمال وزارة المالية وكل ما يختص بالميزانية العامة والميزانية في الجهات الحكومية رقميا، وتشمل إدارة العقود والميزانية والمدفوعات، وإدارة المنافسات والمشتريات والحقوق المالية.

## إعداد الميزانية
من خلال منصة اعتماد يتم الإعلان عن الميزانية العامة للدولة سنويا، عن طريق تمكين جميع الجهات الحكومية رفع طلب ميزانيتها السنوي بطريقة آلية، من خلال تعبئة نماذج إلكترونية ضمن مشروع اعداد الميزانية العامة للدولة في وزارة المالية

## إدارة الميزانية
تركز المنصة على مجموعة من الخدمات في إطار إدارة الميزانية في الجهات الحكومية عن طريق توفير خدمات تخطيط الميزانية وعرض الميزانية ومناقلات الميزانية وتبليغ الميزانية.

## إدارة المنافسات والمشتريات
تقدم المنصة خدمات طرح المناقصات وفحص العروض والترسية إلكترونيا، وتمكن القطاع الخاص من الاطلاع على المناقصات واستقبال الدعوات وشراء الكراسات والتقديم عليها إلكترونيا، وتقديم وفحص العروض والتقييم الفني لكلا من الجهات الحكومية والقطاع الخاص.

## إدارة العقود والتعميدات
تعمل وزارة المالية من خلال منصة اعتماد على إدارة كل ما يتعلق بالعقود والتعميدات وتسجيلها بشكل إلكتروني من أجل الحصول على الموافقات اللازمة من الجهة الحكومية ووزارة المالية.

## إدارة المدفوعات
من خلال هذه الخاصية يستطيع العاملون في القطاع الخاص من تقديم مطالباتهم المالية الخاصة بمشاريعهم مع الجهات الحكومية تشمل خدمات أوامر الصرف والدفع إلكترونيا.

## إدارة الحقوق المالية للموظفين
تمكن المنصة الجهات الحكومية من رفع طلبات أوامر الصرف والدفع وتعويضات العاملين إلكترونيا.